# Scoparia aemilii
Scoparia aemilii är en grobladsväxtart som beskrevs av Chod.. Scoparia aemilii ingår i släktet Scoparia och familjen grobladsväxter. Inga underarter finns listade i Catalogue of Life.